# Ревельский
Ревельский — хутор в Льговском районе Курской области России. Входит в состав Густомойского сельсовета.

## География
Хутор находится а западе центральной части Курской области, в пределах южной части Среднерусской возвышенности, в лесостепной зоне, к северу от реки Сейм, на расстоянии примерно 23 километров (по прямой) к северо-западу от города Льгова, административного центра района. Абсолютная высота — 142 метра над уровнем моря.

### Климат
Климат характеризуется как умеренно континентальный, с тёплым летом и умеренно холодной зимой. Среднегодовая температура воздуха — 5,7 °С. Средняя температура воздуха самого тёплого месяца (июля) — 19,4 °C (абсолютный максимум — 32 °С); самого холодного (января) — −8,1 °C (абсолютный минимум — −26 °С). Безморозный период длится около 150 дней в году. Среднегодовое количество атмосферных осадков составляет 563 мм, из которых 391 мм выпадает в период с апреля по октябрь.

### Часовой пояс
Хутор Ревельский, как и вся Курская область, находится в часовой зоне МСК (московское время). Смещение применяемого времени относительно UTC составляет +3:00.

## Население
| 2002 | 2010 |
| ---- | ---- |
| 0    | →0   |

## Транспорт
Ревельский находится в 16 км от автодороги регионального значения 38К-017 (Курск — Льгов — Рыльск — граница с Украиной) как часть европейского маршрута E38, в 19 км от автодороги 38К-023 (Льгов — Конышёвка), в 17,5 км от автодороги межмуниципального значения 38Н-144 (Конышёвка — Макаро-Петровское с подъездами к селам Беляево и Черничено), в 6 км от автодороги 38Н-152 (38Н-144 — Шустово — Коробкино), в 21 км от ближайшего ж/д остановочного пункта Марица (линия Навля — Льгов I).
В 166 км от аэропорта имени В. Г. Шухова (недалеко от Белгорода).